# Diox
Diox właściwie Patryk Skoczylas (ur. 13 października 1985 w Warszawie), znany również jako Dioxide – polski raper i grafik. Patryk Skoczylas znany jest przede wszystkim z wieloletnich występów w zespole hip-hopowym HiFi Banda, którego był współzałożycielem. Wraz z grupą nagrał m.in. dwa albumy studyjne: Fakty, ludzie, pieniądze – 5 minut mixtape (2008) i 23:55 (2010). Nagrania, wydane przez wytwórnię płytową Prosto, przysporzyły raperowi, a także pozostałym członkom składu popularności. Na kanwie zainteresowania twórczością HiFi Bandy, Diox wraz z duetem producenckim The Returners zrealizował dwie płyty Logika gry (2011) i Backstage (2012). Obydwa wydawnictwa znalazły się, odpowiednio na 8. i 3. miejscu najpopularniejszych płyt w Polsce (OLiS).
Poza występami wraz z HiFi Bandą Diox równolegle tworzył krótkotrwałe projekty wraz z Aesem i 2stym. Efektem tejże działalności były, odpowiednio albumy EP 2005 (2005) i Wstaje nowy dzień (Blendtape). W początkowym okresie działalności artystycznej był także aktywny jako freestyle'owiec. Dwukrotnie, w 2003 i 2005 roku znalazł się na podium w ramach pojedynku WBW (Wielka Bitwa Warszawska). W 2013 roku współtworzył trio pod nazwą Potwierdzone Info. Skoczylas współpracował ponadto m.in. z takimi wykonawcami jak: Eldo, Flint, Grammatik, Gruby Mielzky, Mrokas, Numer Raz, Pezet, Małolat, Te-Tris, Tede, Vienio, WdoWa, Wigor oraz WSZ.

## Dyskografia
Albumy
| Rok                        | Dane do. albumu                                                                                      | Pozycja na liście |
| POL                        | |                   |
| -------------------------- | --- | ----------------- |
| 2005                       | EP 2005 oraz Aes - Rodzaj: mini-album - Data: 31 grudnia 2005 - Wydawca: brak (nielegal)             | –                 |
| 2011                       | Logika gry oraz The Returners - Data: 18 kwietnia 2011 - Wydawca: Prosto                             | 8                 |
| 2011                       | Wstaje nowy dzień (oraz 2sty) - Rodzaj: blendtape - Data: 27 grudnia 2011 - Wydawca: brak (nielegal) | –                 |
| 2012                       | Backstage oraz The Returners - Data: 14 maja 2012 - Wydawca: Prosto                                  | 3                 |
| 2014                       | 7 minut po śmierci - Data: 21 listopada 2014 - Wydawca: Prosto                                       | 26                |
| 2015                       | Nowy testament - Data: 18 września 2015 - Wydawca: Prosto                                            | 17                |
| 2022                       | Wyższa wrażliwość - Data: 21 grudnia 2022 - Wydawca: Marathon                                        | –                 |
| „–” album nie był notowany | |                   |

Single
| Rok  | Tytuł                                                                 | Album         |
| ---- | --------------------------------------------------------------------- | ------------- |
| 2011 | „A pamiętasz jak?” (oraz Numer Raz, Ero, Onar, Pyskaty, Sokół i inni) | –             |
| 2014 | „Jeszcze więcej ognia” – Chada (gościnnie: Bezczel, Z.B.U.K.U i Diox) | Syn Bogdana   |
| 2014 | „Dobra aura” (oraz VNM i Polski Mistrzowski Manewr)                   | –             |
| 2014 | „Proch i pył” – Rozbójnik Alibaba (gościnnie: Diox)                   | Bal maturalny |

Kompilacje różnych wykonawców
| Rok  | Album                                    | Utwór | Źródło |
| ---- | ---------------------------------------- | --- | ------ |
| 2010 | Prosto Mixtape 600V                      | „Licz sos” – Diox „Dzień jak co dzień” – Jędker, Diox, MadMajk „Więzi muzyki” (Prosto remix) – VNM, Jarru, Ill G, Diox, Jaźwa, Pallacio             | [ 17 ] |
| 2012 | Prosto Mixtape Kebs                      | „Życie wypisane na twarzy” – VNM, Diox, Brahu i inni „Myśl pozytywnie” (Prosto remix) – Diox, Koras                                                 | [ 18 ] |
| 2013 | Drużyna mistrzów 2: Sport, muzyka, pasja | „Nie chcę myśleć” – Diox | [ 19 ] |
| 2015 | Prosto Mixtape IV                        | „Zła bajka” – Diox, Pono „Nie dbam” Prosto Remix – Małach, Rufuz, Hinol, Diox „Widok we wstecznym lusterku” – Diox, Wężu „Psychofanki” – Diox, KaeN | [ 20 ] |
| 2015 | Drużyna mistrzów 3                       | „Droga” – Diox & Mosad | [ 21 ] |
| 2016 | Drużyna mistrzów 4: Moc motywacji        | „Zdrowia nie kupisz” – Diox, Mosad, Kiki, Bosski Roman, Onar                                                                                        | [ 22 ] |

Występy gościnne
| Rok                                                    | Utwór | Album                                                 | Źródło |
| ------------------------------------------------------ | --- | ----------------------------------------------------- | ------ |
| 2005                                                   | „Co jest?” (gościnnie: Diox) | Braggacadabra – Wdowa                                 | [ 23 ] |
| 2007                                                   | „Noc, rap, samochód” (gościnnie: Diox) | 27 – Eldo                                             | [ 24 ] |
| 2007                                                   | „Telefony” (gościnnie: Diox) | Podróże – Grammatik                                   | [ 25 ] |
| 2008                                                   | „Wymierzamy sprawiedliwość” (gościnnie: Craig G, Kafar, Diox, Koszykarz 23, Rufuz, Joker)                                                       | CityZen – Projekt ZEN                                 | [ 26 ] |
| 2008                                                   | „Czas” (gościnie: Diox) „Nie... (trzy punkty widzenia)” (gościnnie: Diox, Cebul) „Nie... (trzy punkty widzenia) (RMX)” (gościnnie: Diox, Cebul) | Na życia osiedlu – Ruziel / Fleczer                   | [ 27 ] |
| 2009                                                   | „Miejskie pozory” (gościnnie: Diox) | Coś więcej niż gra o prestiż – Razzimowski            | [ 28 ] |
| 2010                                                   | „Wojna i pokój (So Ghetto)” (gościnnie: Rak, Diox)                                                                                              | Shovany Mixtape Vol. 2 – Te-Tris, DJ Tort             | [ 29 ] |
| 2010                                                   | „Fakty, ludzie, pieniądze” (Remix) (gościnnie: Diox, Lazy, Mesto, Theodor)                                                                      | Na czczo – Solar, Białas                              | [ 30 ] |
| 2010                                                   | „Emocje” (gościnnie: Diox) | ToPo1 – Rufuz                                         | [ 31 ] |
| 2010                                                   | „Zrób ten ruch” (gościnnie: Diox, Buszu, Tomal)                                                                                                 | O jeden joint za daleko – Temate / DJ Prox            | [ 32 ] |
| 2010                                                   | „Undergraund” (gościnnie: Diox) | Etos 2010 – Vienio                                    | [ 33 ] |
| 2010                                                   | „Witam cię” (gościnnie: Diox) | Lursztyn – Numer Raz i DJ Abdool                      | [ 34 ] |
| 2010                                                   | „Odkąd ostatnio gadaliśmy” (gościnnie: Diox) | Dziś w moim mieście – Pezet, Małolat                  | [ 35 ] |
| 2011                                                   | „Nic nie muszę” (gościnnie: Diox) | KO3 – Kooperacja                                      | [ 36 ] |
| 2011                                                   | „Ze mną Diox” (gościnnie: Diox) „Prawie jak '96” (gościnnie: Diox, Jars)                                                                        | WhatEver FM – WSZ, Krusz                              | [ 37 ] |
| 2011                                                   | „Odkąd ostatnio gadaliśmy” – Pezet (gościnnie: Diox, Lil Wayne, Eminem)                                                                         | The Blend Sick Project – DJ Tuniziano, DJ Grubaz      | [ 38 ] |
| 2011                                                   | „Szczery do bólu” (gościnnie: Diox) | Synteza – Wigor, Trojak                               | [ 39 ] |
| 2011                                                   | „Undergraund” (gościnnie: Diox) | Wspólny mianownik – Vienio vs. Way Side Crew          | [ 40 ] |
| 2011                                                   | „Odcinam się” (gościnnie: Diox) | Mrok w mieście – Mrokas                               | [ 41 ] |
| 2011                                                   | „Magia kina” (gościnnie: Pyskaty, Diox) | Pomiędzy bitami – 101 Decybeli                        | [ 42 ] |
| 2011                                                   | „Wszyscy święci” (gościnnie: W.E.N.A., VNM, Diox)                                                                                               | Nowe dobro to zło – Hades                             | [ 43 ] |
| 2011                                                   | „Stick 2 the Puszer” (gościnnie: Diox) | Howwa 2 – DJ Tuniziano/Jay-ziano/Tedeziano            | [ 44 ] |
| 2011                                                   | „Raz, dwa, trzy” (gościnnie: Diox) | 2011 – Zarys Zdarzeń                                  | [ 45 ] |
| 2012                                                   | „Bomby na miasto” (gościnnie: Diox) | Mefistotedes / Odkupienie – Tede                      | [ 46 ] |
| 2012                                                   | „Bomby na miasto” (Remix) – Tede (gościnnie: Diox)                                                                                              | Droga do odkupienia – DJ Tuniziano / DJ Buhh          | [ 47 ] |
| 2012                                                   | „Przeloty” (gościnnie: Diox) | Warszawskie zoo – Flint                               | [ 48 ] |
| 2012                                                   | „Bomby na miasto” – Tede (gościnnie: Diox) | Wielkie Joł zajafka kipi – Młody Grzech & Jakuza      | [ 49 ] |
| 2012                                                   | „Gra zmienia w bestię” (gościnnie: Diox) | Silny jak nigdy, wkurwiony jak zwykle – Gruby Mielzky | [ 50 ] |
| 2012                                                   | „Threat na miasto” – Tede (gościnnie: Diox) | Howwa 3: Dynastia – DJ Tuniziano/Jay-ziano/Tedeziano  | [ 51 ] |
| 2013                                                   | „Tak się robi remix” (gościnnie: Pelson, Diox, Obi, VNM, Numer Raz)                                                                             | Elliminati – Tede                                     | [ 52 ] |
| 2013                                                   | „Gwiazdy” (gościnnie: Diox) | Odliczanie – Wysoki Lot                               | [ 53 ] |
| 2013                                                   | „Ten track” (gościnnie: Diox, DJ Kebs) „Nie jestem tu od pouczania” (gościnnie: Wigor, Juras, Diox, Ten Typ Mes, Te-Tris, Pono)                 | Zaraza – DJ. B, Szczur                                | [ 54 ] |
| 2013                                                   | „Gin & Sprite” (gościnnie: Diox, Oldas, My-Key)                                                                                                 | Golden Era – Kobra                                    | [ 55 ] |
| 2014                                                   | „Jeszcze więcej ognia” (gościnnie: Z.B.U.K.U, Diox, Bezczel) „Jeszcze więcej ognia (Bob Air Remix)” (gościnnie: Z.B.U.K.U, Diox, Bezczel)       | Syn Bogdana – Chada                                   | [ 56 ] |
| „Czuję do dziś” (gościnnie: Eldo, Diox)                | 186 dni – Pelson | [ 57 ]                                                |        |
| „Proch i pył” (gościnnie: Diox)                        | Bal maturalny – Rozbójnik Alibaba, Jan Borysewicz                                                                                               | [ 58 ]                                                |        |
| „Co to był za dzień REMIX” (gościnnie: V.E.T.O., Diox) | Kontrasty – Fabster | [ 59 ]                                                |        |

## Teledyski

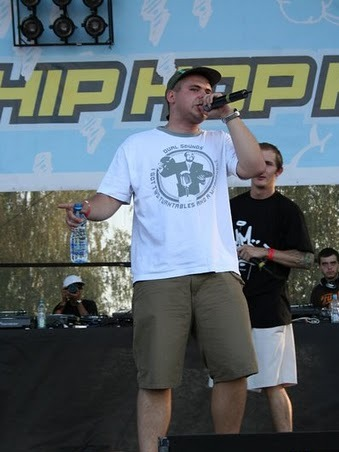
Diox na koncercie w 2010 roku

| Rok      | Tytuł                                                                                      | Reżyseria/Realizacja              | Album                   | Źródło |
| -------- | ------------------------------------------------------------------------------------------ | --------------------------------- | ----------------------- | ------ |
| 2011     | „To jest Diox” (oraz The Returners)                                                        | Letemknow                         | Logika gry              | [ 60 ] |
| 2011     | „Powiedz” (oraz The Returners; gościnnie: Małpa, W.E.N.A., Hades)                          | ZU Road                           | Logika gry              | [ 61 ] |
| 2011     | „Jeden zwykły dzień” (oraz The Returners)                                                  | Letemknow                         | Logika gry              | [ 62 ] |
| 2011     | „Muzyka podwórkowa” (oraz The Returners; gościnnie: Pezet)                                 | Toczy Videos                      | Logika gry              | [ 63 ] |
| 2012     | „Przestępcy” (oraz The Returners)                                                          | Be-emedia                         | Backstage               | [ 64 ] |
| 2012     | „Telefon” (oraz The Returners)                                                             | Kamil Szczepanski (szmontage.com) | Backstage               | [ 65 ] |
| 2012     | „Jedziemy” (oraz The Returners)                                                            | Stogram / Video Cul Fide          | Backstage               | [ 66 ] |
| 2012     | „Kryzys” (oraz The Returners)                                                              | Toczy Videos                      | Backstage               | [ 67 ] |
| 2012     | „Kroki” (oraz The Returners; gościnnie: Pelson)                                            | Letemknow Sequence                | Backstage               | [ 68 ] |
| 2014     | „Nim odejdę stąd” (gościnnie: Chada)                                                       | Marathon                          | 7 minut po śmierci      | [ 69 ] |
| 2014     | „Wiemy"                                                                                    | Marathon/Video Cul Fide           | 7 minut po śmierci      | [ 70 ] |
| 2014     | „Jestem wolny”                                                                             | Toczy Videos                      | 7 minut po śmierci      | [ 71 ] |
| 2014     | „#Hot16Challenge"                                                                          | –                                 | –                       | [ 72 ] |
| 2015     | „Oni tego chcą Remix” (gościnnie: Miuosh, Mosad, Małach, Vienio, PMM, Haju, Tede, PeeRZet) | Dobrekino Studio                  | –                       | [ 73 ] |
| 2018     | „Do mnie” (gościnnie: ReTo)                                                                | –                                 | Ultrafiolet             | [ 74 ] |
| Gościnie |                                                                                            |                                   |                         |        |
| 2010     | „Zrób ten ruch” – Temate (gościnnie: Buszu, Tomal, Diox)                                   | –                                 | O jeden joint za daleko | [ 75 ] |
| 2011     | „Underground” – Vienio (gościnnie: Diox, Dj Technik)                                       | Letemknow                         | Etos 2010               | [ 76 ] |
| 2014     | „Czuję do dziś” – Pelson (gościnnie: Eldo, Diox)                                           | –                                 | 186 dni                 | [ 77 ] |
| 2014     | „Jeszcze więcej ognia” – Chada (gościnnie: Z.B.U.K.U, Diox i Bezczel)                      | 9 Liter Filmy                     | Syn Bogdana             | [ 78 ] |
| Inne     |                                                                                            |                                   |                         |        |
| 2011     | „A pamiętasz jak?” – Numer Raz, Diox, Onar, Sokół, Juchas, Chada, Pezet i inni             | LetEmKnow                         | –                       | [ 79 ] |
| 2013     | „Koncert” – Wdowa, donGuralesko, Tede, Diox, Numer Raz                                     | –                                 | –                       | [ 80 ] |
| 2014     | „Dobra aura” – VNM, Diox, Polski Mistrzowski Manewr                                        | Marathon Films                    | –                       | [ 81 ] |

## Nagrody i wyróżnienia
| Rok  | Kategoria/tytułem | Nagroda                       | Nota               | Źródło |
| ---- | ----------------- | ----------------------------- | ------------------ | ------ |
| 2003 | Freestyle         | WBW (Wielka Bitwa Warszawska) | 2. miejsce (finał) | [ 82 ] |
| 2005 | Freestyle         | WBW (Wielka Bitwa Warszawska) | 3. miejsce (finał) | [ 82 ] |